# باربرا جين بين
باربرا جين باين (بالإنجليزية: Barbara Jane Bain)‏ هي طبيبة أمراض الدم وأستاذة بمدرسة طب كلية إمبيريال، ومستشارة في مستشفى سانت ماري في لندن.

## حياتها
نشأت باربرا باين في أستراليا وتعلمت في ماريبورو، كوينزلاند. أخذت امتحانات كلية الأطباء الملكية الأسترالاسية. ذهبت إلى إنجلترا في أواخر عام 1971 لتزيد من مسيرتها المهنية في الخارج. أحد أسباب اختيارها لدراسة أمراض الدم بأنه يجمع بين العمل المخبري والسريري. كان المرشحون المؤثرون في مسيرتها السير جون داتشي وديفيد غالتون ودانيال كاتوفسكي.
قالت باربرا ان اهتماماتها الأساسية هي أمراض الدم التشخيصية والكتابة والتدريس. كما نشرت العديد من المواد التعليمية والكتب المدرسية التي أعيد إصدارها، بالإضافة إلى العديد من الكتابات الأكاديمية الأخرى.
كانت جزءًا من مجموعة العمل الدولية حول متلازمة خلل التنسج النخاعي وأيضاً في المجموعة التي ابتكرت تصنيف منظمة الصحة العالمية لأورام الأنسجة المكونة للدم والأنسجة الليمفاوية عام 2008.
ترجمت باربرا طبعتين من عمل إيطالي حول مورفولوجية الدم.

## وصلات خارجية
- Website jointly compiled by Bain and her husband